# 君の名残は静かに揺れて
『君の名残は静かに揺れて』（きみのなごりはしずかにゆれて）は、ユニゾンシフト：ブロッサムより2010年5月28日に発売されたアダルトゲーム。公式な略称は「きみなご」。

## 概要
ユニゾンシフト・ブロッサムの前作『Flyable Heart』のヒロインの一人である白鷺茉百合へ焦点を絞ったスピンオフ作品。攻略ルートは茉百合ルート一本となっている。
また、主人公は前作『Flyable Heart』同様に葛木晶で『Flyable Heart』の他の登場人物たちも登場する。

## 登場人物

### 主人公
葛木 晶（かつらぎ しょう）
声:なし
本作の主人公。
前作同様に鳳繚蘭学園に転入することになるが、冒頭で花火の爆発に巻き込まれない。
そのため前作とは異なる運命を辿ることになる。

### ヒロイン
白鷺 茉百合（しらさぎ まゆり）
声:涼森ちさと
本作のヒロイン。
『Flyable Heart』では、設定として存在はしつつも一部しか語られることのなかった彼女の背景が本作で明かされることになる。

### サブキャラクター
白鷺 小百合（しらさぎ さゆり）
声:新堂真弓
白鷺家の長女。
そのはかなげな外見通りに体が弱く、部屋で療養していることが多い。
深夜に家の中を歩き回っていたり、昼夜では言動が大きく異なるなど奇行が目立つ。
実母は彼女を産んだ後他界しており、妹らとは母が異なる。
錦小路 霞織（にしきこうじ かおり）
声:鈴音華月
白鷺家の次女。他家に嫁いでいるため苗字は異なる。
交際していた男性と駆け落ちするも連れ戻され、政略結婚させられた。
ミステリ要素も強い本作では探偵役を務める。
白鷺 詩織（しらさぎ しおり）
声:青井美海
白鷺家の三女。
外見や言動は若く見えるが、離婚歴を持つなどのエピソードから茉百合とは相応に年齢は離れていると思われる。
白鷺 巴（しらさぎ ともえ）
声:陵陵
白鷺家の現当主にして茉百合の祖母。
名前で呼ばれることはなく、主に御前と呼ばれている。
厳格を絵に描いたような人物であり、老齢ながらもすさまじい貫禄をもつ。
白鷺 利彦（しらさぎ としひこ）
声:きせとしみち
小百合の夫。
白鷺家より格下の家から来た婿養子。
小百合に代わって巴を実務面でサポートしているが、発言力は大きく劣っている。
水無瀬 桜子（みなせ さくらこ）
声:遠野そよぎ
鳳繚蘭学園敷地内の病院に入院している茉百合の親友。
皇 奏龍（すめらぎ そうりゅう）
声:木島宇太
鳳繚蘭学園生徒会長。
茉百合とは婚約者だが、本人らには恋愛感情も実際に結婚する意志もない。（周囲を欺くことを目的としたダミーの婚約）
とはいえ、過去に受けた恩（本作では詳細は語られない）をきっかけに、茉百合を友人として大切に思っている。
皇 天音（すめらぎ あまね）
声:宮沢ゆあな
繚蘭会会長にして奏龍の妹。
本作では繚蘭会の正式な役員がわずか2名であるため、ハードスケジュールに悩まされることも。
八重野 蛍（やえの けい）
声:桃山悟亮
生徒会副会長にして奏龍の親友。
しかし彼の不謹慎な言動には容赦なくツッコミを入れる。
早河　恵（はやかわ めぐみ）
声:青葉りんご
生徒会書記。学園での話の中心が移ったため前作キャラクターの中では出番が多い。
九条 くるり（くじょう - ）
声:茶谷やすら
繚蘭会役員。晶が繚蘭会専用の女子寮に入居しなかったこともあって、前作ほど警戒している様子は見られない。
大きな研究プロジェクトに携わっているが、本作では詳細な説明はない。
マックス（MAXX）
声:御木もも
くるりと恵が共同開発したロボット。
ルームメイトであった前作と比べると晶とのかかわりは少なく、もうひとつのボディーを見せる機会もない。
葛木 茂樹（かつらぎ しげき）
声:子太明
主人公の父親。
かつて警護任務中に銃撃による重傷を負ったことがあるが無事生還した。

## スタッフ
- 企画・原案：@ピース
- 原画：いとうのいぢ、ぺろ、笹倉綾人
- シナリオ：市川環、風間ぼなんざ他
- 楽曲：水月陵

## 備考
1. ↑  『君の名残は静かに揺れて』 Ｑ＆Ａ